# Менкгаген
Менкгаген (нім. Mönkhagen) — громада в Німеччині, розташована в землі Шлезвіг-Гольштейн. Входить до складу району Штормарн. Складова частина об'єднання громад Нордштормарн.
Площа — 7,3 км2. Населення становить 662 ос. (станом на 31 грудня 2020).